# Michael Burdekin
Frederick Michael Burdekin (Hawarden, País de Gales, 5 de fevereiro de 1938) é um engenheiro civil britânico, especialista em estruturas metálicas.
Burdekin frequentou a King`s School em Chester e estudou engenharia na Universidade de Cambridge, onde obteve o diploma em 1959. Depois trabalhou durante 15 anos na indústria. De 1977 até aposentar-se em 2002 foi professor de estática das construções e engenharia civil no University of Manchester Institute of Science and Technology (UMIST), mais tarde a Universidade de Manchester.
Recebeu a Medalha de Ouro do IStructE de 1997. É membro da Royal Society e da Royal Academy of Engineering.
Foi condecorado OBE em 2008 por contribuições à segurança de usinas nucleares.